# Studio sex
Homicídio no Parque - em sueco Studio sex - é um livro da escritora sueca Liza Marklund, publicado em 1999 pela editora Ordupplaget.

A tradução portuguesa foi editada pela Editorial Presença em 2005.